# بوغافا دو سول
بوغافا دو سول (بالبرتغالية: Bocaiúva do Sul‏)؛ بلدية في ولاية بارانا في المنطقة الجنوبية من البرازيل.